# Меня зовут Долемайт
«Меня зовут Долемайт» (англ. Dolemite Is My Name) — американский биографический фильм режиссёра Крэйга Брюэра. Авторами сценария выступили Скотт Александер и Ларри Карашевски. Фильм посвящён истории успеха чёрного стендап-комика и кинодела Руди Рэй Мура, чью роль исполнил американский актёр Эдди Мерфи.
Премьера фильма состоялась на кинофестивале в Торонто 7 сентября 2019 года, лента затем была выпущена в ограниченный кинопрокат 4 октября 2019 года, затем, 25 октября стала доступна для просмотра на видео-сервисе Netflix. Фильм получил признание критиков, похваливших возвращение знаменитого актёра-комика Эдди Мерфи на киноэкраны и его правдоподобное исполнение роли Долемайта.

## Сюжет
Действие происходит в 70-е годы в Лос-Анджелесе, в чёрном «гетто». Непутёвый музыкант Руди Мур (Эдди Мерфи) работает в музыкальном магазине и безрезультатно пытается продвинуть свои песни на местной радиостанции. Ночью Руди подрабатывает в музыкальном клубе, где также безрезультатно уговаривает владельца клуба дать ему возможность выступать комиком. Руди, не теряя надежду завоевать славу, ищет вдохновение у бездомных бродяг, записывая их шутки на магнитофон. Руди развивает новый стиль речитатива. Зрителям приходится по душе стендап Руди и он быстро становится знаменитостью среди чернокожего населения Лос Анджелеса. Руди выбирает для себя сценический образ — сутенёр Долемайт.
Руди хочет продавать записи своих выступлений на пластинках, но не находит дистрибьютора, в результате он одалживает деньги у своей богатой тётушки (Лунелл Кэмпбелл) и сам со своим другом Джимми Линчем (Майк Эппс) принимается за создание партии дисков, которые очень быстро распродаются. С Руди связываются братья Бихари и соглашаются финансировать распространение дисков, которые вскоре даже попадают в чарты. О «Долемайте» узнают и в других городах, так, Руди решает устроить тур по городам Америки. В одном из поездок, Руди знакомится с Леди Рид (Давайн Джой Рэндольф) — одинокой матерью и замечая в ней потенциал, предлагает стать ей своим протеже.
Руди понимает, что на этом останавливаться не хочет и желает снять собственный фильма жанра блэксплотейшн, нацеленный на чёрную аудиторию. Тем не менее все пытаются убедить Руди, что это плохая идея. Однако найдя спонсоров в лице братьев Бихари, а также благодаря связям и поддержки друзей, Руди удаётся привлечь команду молодых белых студентов из Калифорнийского университета в качестве съёмочной группы, среди которых был будущий известный оператор-постановщик Николас Джозеф фон Штернберг (Коди Смит-Макфи). Также Руди привлёк драматурга Джерри Джонсона (Киган-Майкл Кей) и актёра Д'Арвиля Мартина (Уэсли Снайпс), известного по роли второго плана в фильме «Ребёнок Розмари», при условии, что тот выступит режиссёром фильма. Фильм под названием «Долемайт» должен был стать комедийным боевиком, нацеленным на «чёрную аудиторию» с комедийными, эротическими сценами, перестрелками и кунг-фу.
Съёмки фильма идут без каких либо форс-мажорных обстоятельств, однако впечатление портит слишком неумелое владение карате Руди. Д’Арвиль неприкрыто выражает своё презрение к съёмкам и даже спешит покинуть команду по их завершении, заявляя, что никто не будет смотреть их фильм. Слова Мартина кажутся правдоподобными, поскольку ни один из кинодистрибьюторов не соглашается купить фильм. Он решает вернуться к гастролям, хотя и с гораздо меньшим энтузиазмом. Знакомый местный диджей (Крис Рок) предлагает Руди помощь, так как его родственник владеет кинотеатром и мог бы организовать премьеру «Долемайта». Руди принялся сам, на улице и через местное радио рекламировать свой фильм. Вопреки страхам, премьера фильма была крайне успешной, а заполненность зала составила 98 %.
Голливудский кинорежиссёр (Боб Оденкерк), чья компания Dimension Pictures недавно отказалась покупать «Долемайта» поспешила связаться с Руди и предложила продвигать фильм среди чернокожего населения по всей Америке и Руди согласился. Хотя критики написали разгромные отзывы о «Долемайте», назвав его «ужасным, халтурным и хаотичным», фильм пользовался успехом и быстро собрал вокруг себя множество поклонников.
В эпилоге фильме отмечается, что Руди Рэй Мур продолжал гастролировать и сниматься в продолжениях «Долемайта» до своей смерти в 2008 году, а также, что изобретённый им стиль речи — рифмованный речитатив афроамериканского сленга, послужил вдохновением для самых первых реперов начала 1980-х годов, таким образом Руди Мур признан «крёстным отцом рэпа».

## Актёрский состав
- Эдди Мерфи — Руди Рэй Мур[3]
- Киган-Майкл Кей — Джерри Джонс
- Майк Эппс — Джимми Линч
- Крэйг Робинсон — Бен Тейлор
- Титусс Бёрджесс — Теодор Тони
- Давайн Джой Рэндольф — леди Рид / Куин Би
- Уэсли Снайпс — Д'Арвиль Мартин[англ.][4]
- Александар Филимонович[англ.] — Иосиф Бихари[англ.]
- T.I. — Уолтер Крейн
- Крис Рок — Бобби Вейл
- Рон Сефас Джонс — Рикко
- Лунелл Кэмпбелл — тётушка Руди
- Джеральд Дауни[англ.] — Боб Брукс
- Коди Смит-Макфи — Николас Джозеф фон Штернберг
- Snoop Dogg — Рой
- Боб Оденкерк — Лоуренс Вулнер[англ.]
- Барри Шабака Хенли — Демонд
- Таша Смит — жена Джимми
- Джилл Сейвел — белая актриса

## Создание

### Подготовка
Американский комик-актёр Эдди Мерфи заметил, что давно мечтал снять биографический фильм о Руди Муре, его кумире детства. Ещё в 2003 году, Мерфи встретил сценаристов Скотта Александера и Ларри Карезюски и они начали работать над проектом. Скотт и Карезюски работали над сценарием с учётом того, чтобы он понравился Эдди Мерфи, как они заметили, «если Эдди понравится, мы снимаем фильм, если Эдди не нравится, тогда фильма нет». Сценаристы впервые познакомились с творчеством Руди Мура через просмотр трейлеров его фильмов о Долемайте. Александер заинтересовался творчеством Мура, однако в начале 2000-х было крайне сложно раздобыть копии малоизвестных фильмов, для чего сценаристу пришлось отправиться в городской квартал, где располагалась бывшая киностудия Мура, чтобы разыскать и купить копию.
Мерфи удалось связаться с самим Руди Муром и организовать с ним и двумя сценаристами встречу. Сам Мур признался, что Эдди Мерфи идеально подойдёт на роль его камео и в подробностях рассказал о своих жизненных историях. Тем не менее Эди Мерфи так и не сумел найти финансовую поддержку для своего проекта. Он заметил, что посетил многие студии и все их претензии сводились в тому, что они не готовы финансировать байопик о «никому не известном» комике. Эдди признался, что его борьба за создание фильма была схожа с борьбой Руди за создание и продвижение «Долемайта». Казалось, что проект был заброшен навсегда. Тем не менее после успеха сериала «Народ против О. Джея Симпсона: Американская история преступлений», где Александер и Карезюски выступали сценаристами, они накопили достаточно средств, чтобы связаться в 2016 году с Эдди Мерфи и возродить проект по созданию байопика о Руди Муре. Мерфи со сценаристами нашли спонсора в лице Netflix, которым понравилась идея. Карезюски заметил, что в более раннее время, они просто не смогли бы найти спонсора. В качестве режиссёра был выбран Крэйг Брюэр. В июне 2018 года также был объявлен основной актёрский состав.
Многие именитые темнокожие актёры согласились принимать участие в фильме. Эдди Мерфи заметил, что ему также хотелось затронуть в фильме тему создания кино жанра Blaxploitation, так как несмотря на низкие бюджеты и качество, данные фильмы с почти полностью чернокожим актёрским составом, затрагивали актуальные для чернокожего населения темы, и целое поколение афроамериканцев, в том числе и Эдди Мерфи, выросли на этих фильмах.

### Съёмки
Съёмки фильма начались в июне 2018 года. Для съёмок специально подбирались локации и интерьеры, созданные в 70-е годы и раньше. Сценаристы Александер и Карезюски ещё с 2003 года разъезжали по улицам Лос-Анджелеса в поисках подходящих локаций и с низким трафиком, так как для съёмок приходилось бы перекрывать улицы. Особенная трудность состояла в поисках подходящих локаций среднего запада и восточного побережья, где, согласно сюжету, Руди гастролировал, так как речь шла о закрытых концертных залах и порой тайных «сараях», где чернокожие чувствовали себя в безопасности во время ещё сильной расовой сегрегации на юге США.
Другая проблема заключалась в том, что многие локации Лос-Анджелеса, ставшие важными в карьерной жизни Мура, уже перестали существовать в их «прежнем» виде, для чего сценаристы искали наиболее «похожие» локации. Например тот самый «Калифорнийский клуб» на углу авеню Санта-Барбара и Сент-Эндрюс-плейс, где дебютировал Мур, ныне стал прачечной. Создателям пришлось изучить около 50 похожих клубов, в конце концов их выбор пал на клуб Flamenco El Cid на бульваре Сансет в районе Серебряного озера. Сцены музыкального магазина Dolphin's of Hollywood снимались в магазине ваниловых пластинок Poo-Bah Records. Сцены в заброшенном здании отеля Соммеруилля, где Руди устроил свою «нелегальную» студию, также снималось в другой локации из-за того, что тут располагается ныне существующий отель Данбар, по этой причине нижний этаж здания был воссоздан в вестибюле, в центральной студии Лос Анджелеса. Другие этажи и комнаты снимались в апартаментax Royal Lake, на углу 11-й улицы и Лейк-стрит в Пико-Юнион. Само здание имело явные внешние сходства с «Данбаром». Сами съёмки длились 44 дня, за которое время, команда побывала в 89 разных местах.
Для съёмок выбирались по возможности те же городские локации, в которых Руди Мур снимал свои фильмы, вплоть до жилого участка, где состоялась сцена нелепого кунг-фу. Создатели признались, что создание сцены, где Мерфи «пинает» в багажник бандитов была самой забавной за всё время съёмок. Также команда искала предметы и одежду того времени, из трикотажа и полиэстера однако для актёра Крэйга Робинсона пришлось шить одежду, так как команда не сумела найти винтажную одежду размера плюс сайз.

## Критика
Фильм в целом получил признание кинокритиков. Рейтинг одобрения фильма на сайте Rotten Tomatoes составил 97 % со средней оценкой 7.91/10 баллов на основе 232 рецензий. Критики в целом похвалили достойное и «блестящее» возвращение Эдди Мерфи на киноэкраны. По версии сайта Metaciritc, средняя оценка фильма составляет 76 баллов из 100 на основе 39 обзоров. Российские критики также положительно отозвались о фильме, по версии сайта Критиканство, средняя оценка составила 83 балла из 100.
Критик сайта Variety описал выступления Мёрфи, как своего рода возвращение, заметив, что, «Как дерзкий жулик, создавший „Долемайта“, Эдди Мерфи выступил в лучшей своей роли за последние годы в фильме, который стал своего рода блэксплотейшн-ответом фильму „Горе-творец“… Он входит в роль Руди, как матерного, но и одновременно бесценного комика с раздутым эго».
Рецензент журнала The Washington Free Beacon нашёл явные сходства «Долемайта» с фильмом 1994 года «Эд Вуд» и заметил, что «Мерфи здесь просто бесподобен и он заслуживает Оскара, хотя почти наверняка не получит его. Это красивое и внимательное к деталям представление, в котором величайший комик своего поколения с успехом затмевает свой уникальный блеск, чтобы соответствовать в полной мере образу Мура».
Критик сайта Disgustingmen заметил, что фильм наполнен лёгкой атмосферой самоиронии без надуманных конфликтов, где видно, что даже сами актёры получали удовольствие от процесса съёмки: «„Долемайт“, который снимает Руди — это самопародия на его жизнь. Но и сам Руди в „Меня зовут Долемайт“ — это пародия на Эдди Мерфи. На словах сложновато, но в фильме это все органично улавливается. Вообще, приятно, как Эдди Мерфи стебётся над собой: безжалостно, смешно и без тени сожаления. Видимо, для него это как психотерапия.».

## Награды и номинации
| Премия                              | Категория                                | Номинант   | Результат |
| ----------------------------------- | ---------------------------------------- | ---------- | --------- |
| «Золотой глобус»                    | Лучший фильм — комедия или мюзикл        |            | Номинация |
| «Золотой глобус»                    | Лучшая мужская роль — комедия или мюзикл | Эдди Мёрфи | Номинация |
| «Выбор критиков»                    | Лучшая комедия                           |            | Победа    |
| «Выбор критиков»                    | Лучшая мужская роль                      | Эдди Мёрфи | Номинация |
| «Выбор критиков»                    | Лучший дизайн костюмов                   | Рут Картер | Победа    |
| «Выбор критиков»                    | Лучший грим и причёски                   |            | Номинация |
| «Спутник»                           | Лучшая мужская роль — комедия или мюзикл | Эдди Мёрфи | Номинация |
| «Спутник»                           | Лучший дизайн костюмов                   | Рут Картер | Победа    |
| Национальный совет кинокритиков США | Топ 10 лучших фильмов года               |            | Победа    |
| «Золотая малина»                    | Награда за восстановление репутации      | Эдди Мёрфи | Победа    |